# Pyropteron (Synansphecia) maroccanum
Pyropteron (Synansphecia) maroccanum is een vlinder uit de familie wespvlinders (Sesiidae), onderfamilie Sesiinae.
Pyropteron (Synansphecia) maroccanum is voor het eerst wetenschappelijk beschreven door Kallies in 1999. De soort komt voor in het Palearctisch gebied.